# Uhříněveské muzeum
Uhříněveské muzeum je muzeum pražské městské části (dříve samostatného města) Uhříněves.

## Historie
Muzeum v Uhříněvsi vzniklo již roku 1925. Původně se nacházelo v tzv. Legionářském domě na Husově náměstí (č.p. 380) a sloužilo především jako památník padlých z 1. světové války. Muzeum postupně získávalo předměty související s historickým vývojem Uhříněvsi a fungovalo až do roku 1939. Po 2. světové válce nebylo obnoveno a jeho sbírky převzalo muzeum v Říčanech. V roce 1998 schválilo městské zastupitelstvo obnovu muzea, sbírky byly navráceny a dne 10. prosince 2002 byla zpřístupněna nová expozice, umístěná v konírnách bývalého uhříněveského cukrovaru. K definitivnímu zpřístupnění sbírek došlo dne 27. dubna 2003, v den 90. výročí povýšení Uhříněvsi na město.

## Současnost
V roce 2020 prošly tři přízemní místnosti renovací. Galerie měla sloužit pouze jako výstavní prostor. Prostřední sál byl určen pro přednášky, kurzy, coworking apod. Od roku 2021 byla v přípravě nová stálá expozice. Expozice je dočasně[kdy?] uzavřena a probíhá inventarizace sbírek. V muzeu probíhají krátkodobé výstavy a jiné kulturní akce, např. Muzejní noc aj.

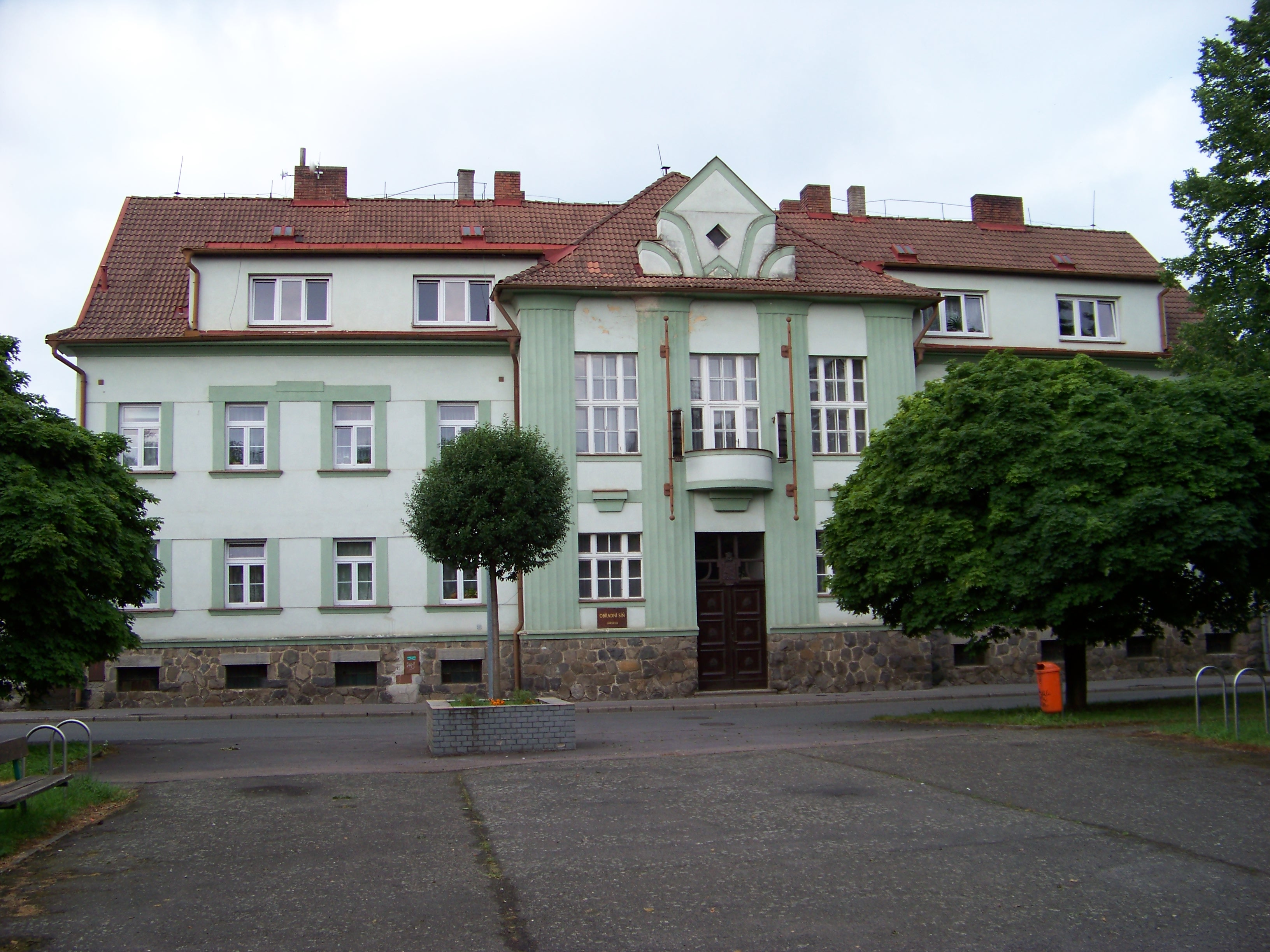
Legionářský dům, dřívější sídlo muzea

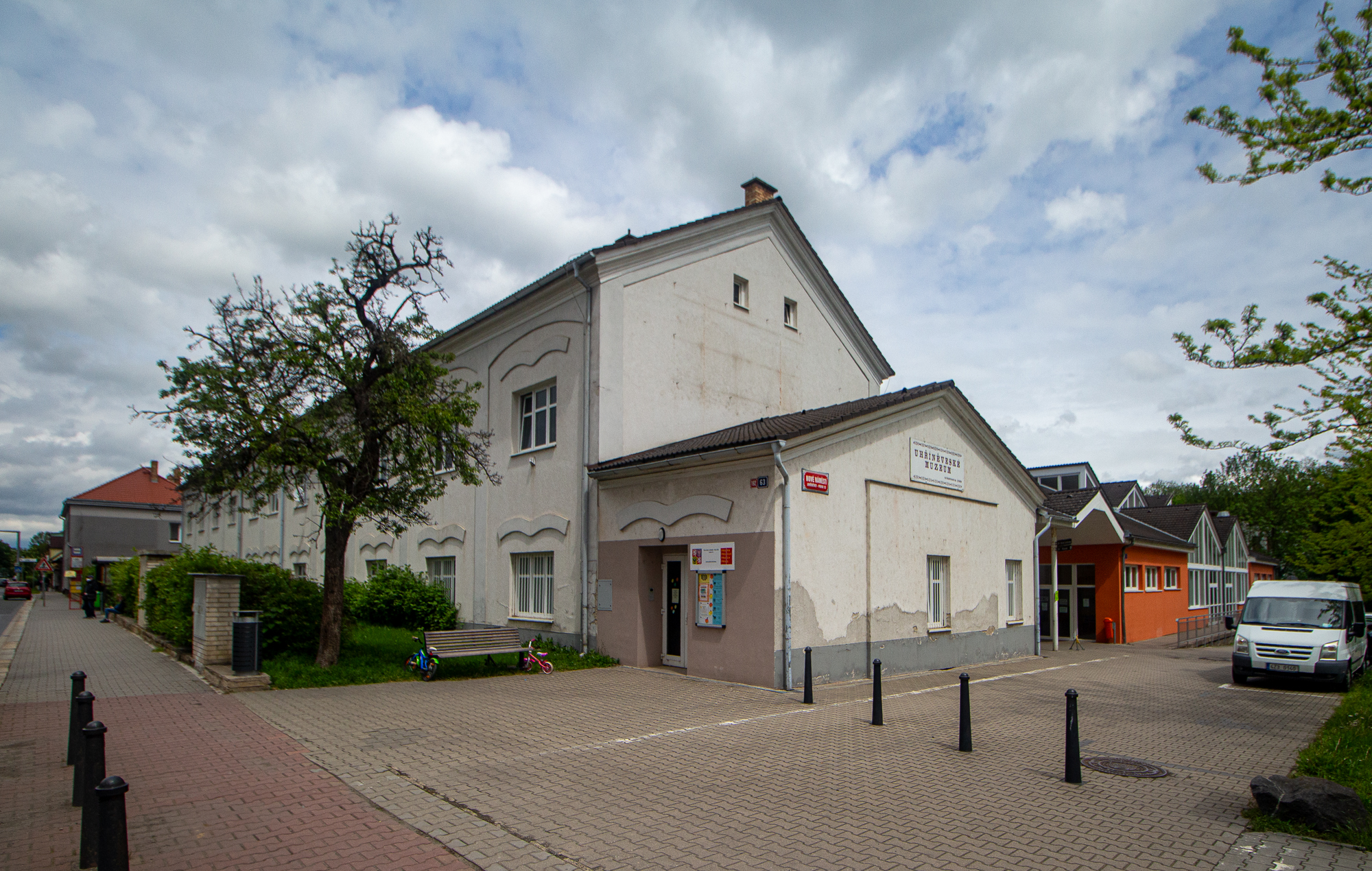
Budova muzea

## Sbírky

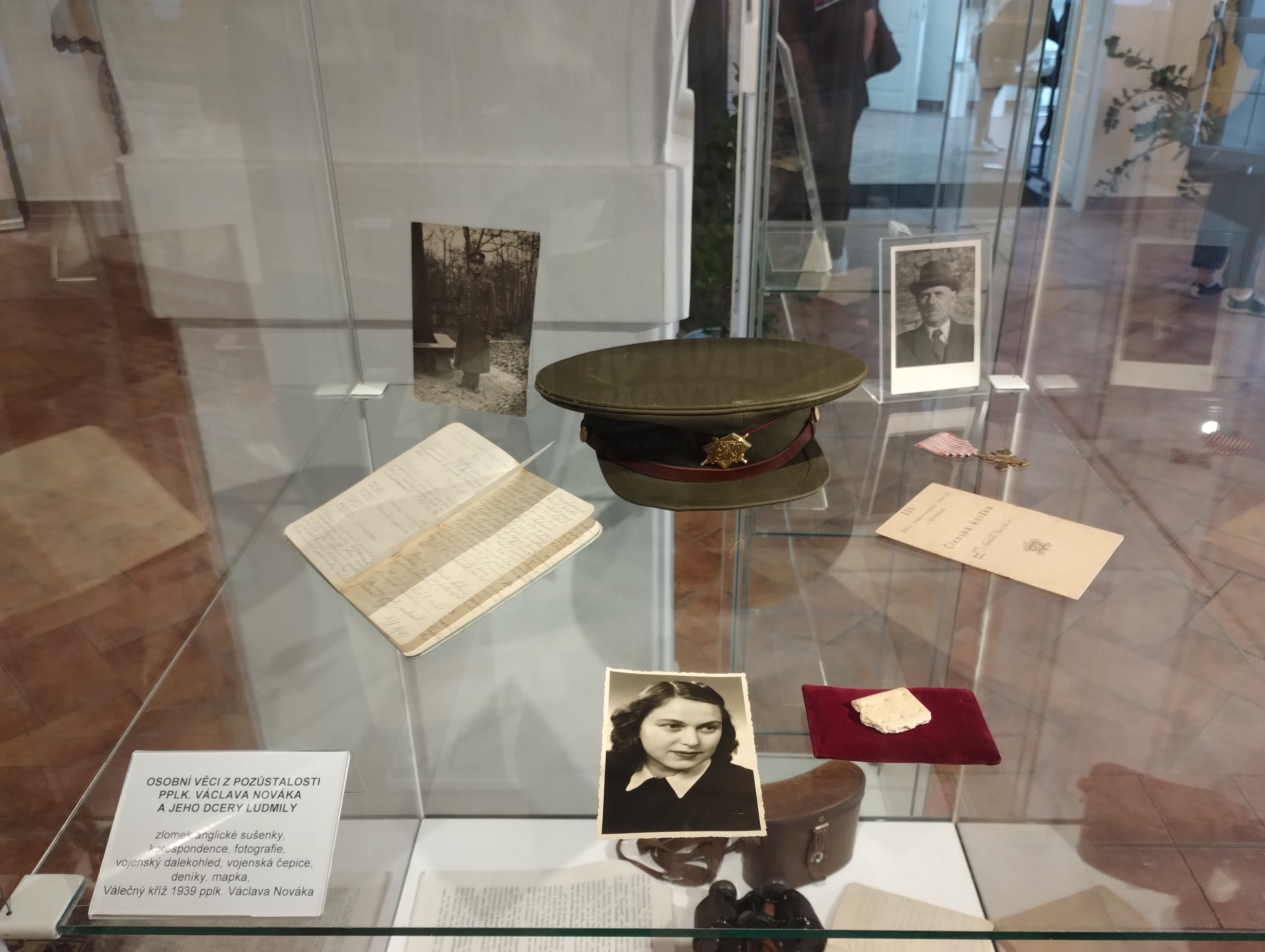
Osobní věci z pozůstalosti pplk. Václava Nováka vystavené v Uhříněveském muzeu (Muzejní noc 2025)

Jádro sbírek tvořily v minulosti památky na československé legionáře. V dubnu 2018 mělo muzeum evidováno cca 3000 přírůstkových čísel, tedy přibližně 10 000 sbírkových předmětů. Součástí sbírek jsou také exponáty související s operací Anthropoid v souvislosti s pobytem Jana Kubiše a Josefa Gabčíka v Uhříněvsi a s odbojovou činností pplk. Václava Nováka.